# Confederació General de Treballadors del Perú
La Confederació General de Treballadors del Perú o CGTP (castellà: Confederación General de Trabajadores del Perú) és una organització sindical del Perú.
L'original CGTP fou fundada el 17 de maig de 1929 mitjançant aprovació d'Estatut i Programa de Lluita proposats pel "Amauta" José Carlos Mariátegui. Va desaparèixer al cap de pocs anys.
En el Congrés Nacional celebrat entre el 9 i 14 de juny de 1968 es fundà altre sindicat dit originalment CDUS i que posteriorment passaria a dir-se CGTP.
Dominada des dels seus orígens pel Partit Comunista Peruà (de línia pro-soviètica) ha tingut entre els seus dirigents més plecars a Isidoro Gamarra Ramírez, Valentín Pacho i Pedro Huillca Tecse.
Reuneix a diferents gremis entre els quals destaquen la Federació d'Empleats Bancaris, Federació de Construcció Civil, Xofers, de la Indústria Metal·lúrgica, els treballadors del Cuzco i Arequipa, així com la Federació de Pescadors del Perú i el Sindicat de la Companyia Peruana de Telèfons, etc.